# Sărmășel, Mureș
Sărmășel (în maghiară Kissármás) este o localitate componentă a orașului Sărmașu din județul Mureș, Transilvania, România.

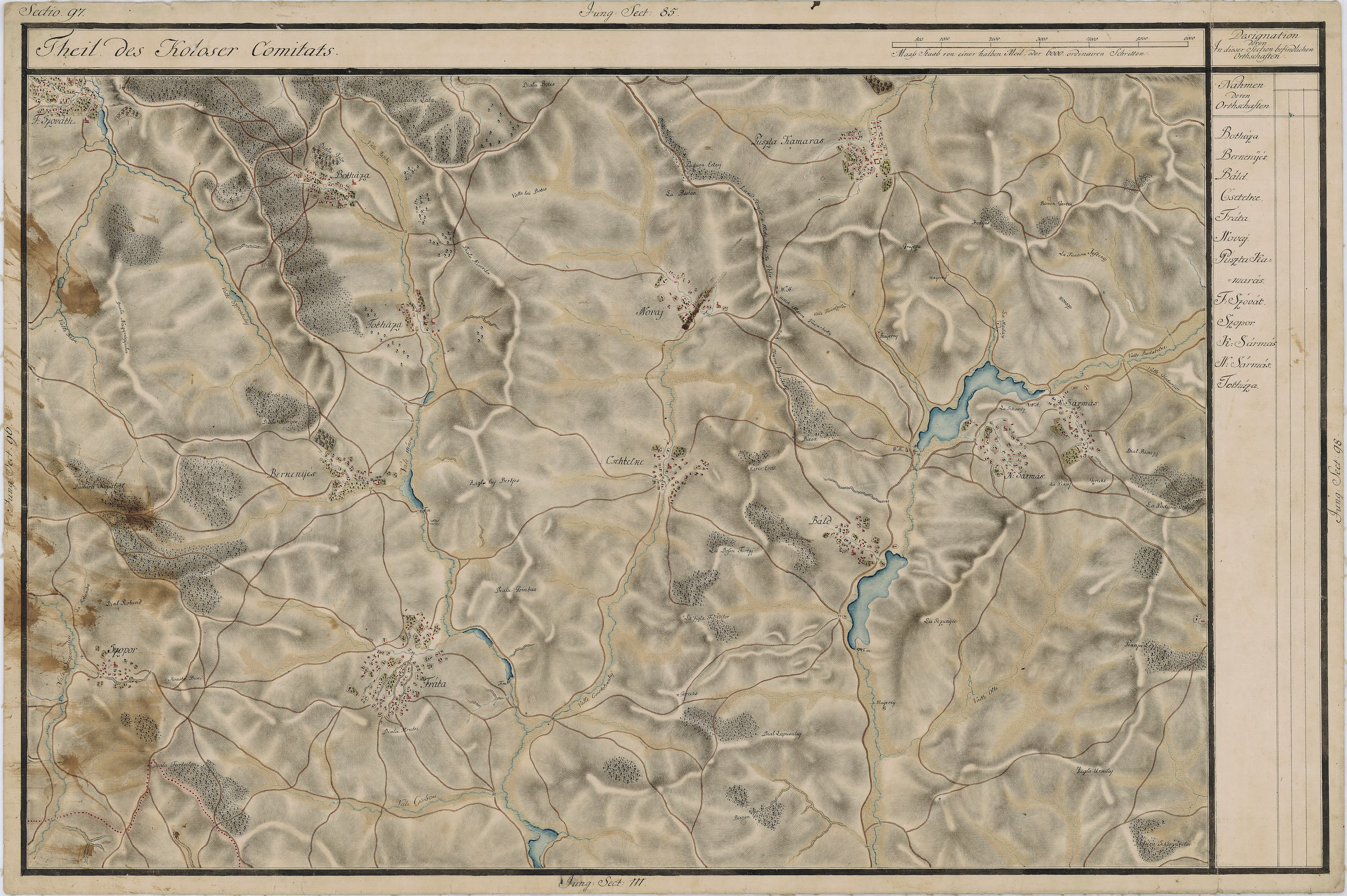
Sărmășel pe Harta Iosefină a Transilvaniei ca K: Sármás, 1769-1773

## Istoric
Pe Harta Iosefină a Transilvaniei din 1769-1773 (Sectio 142), localitatea a apărut sub numele de „K. Sármás”.
În subsolul localității se găsește un masiv de sare. În urma cercetărilor făcute în zona Sărmașu-Sărmășel, printr-un program amplu inițiat și finanțat de guvernul Regatului Ungariei, coordonat de profesorul de geologie Lajos Lóczy, au fost găsite în 1909, la Sonda "Kissármás 1", rezerve de gaz metan. În ciuda faptului că cercetarea a avut ca scop determinarea masivelor de sare din subsol, echipa a identificat 860 000 m³ de gaz metan, care la vremea aceea era al patrulea cel mai mare depozit din lume.